# Comitatul Veszprém
Comitatul Veszprém, cunoscut și ca Varmeghia Veszprém (în maghiară Veszprém vármegye, în germană Komitat Wesprim, în latină Comitatus Vesprimiensis), a fost o unitate administrativă a Regatului Ungariei și a Republicii Ungare din secolul XI și până în 1950. În prezent, majoritatea teritoriului fostului comitat face parte din județul Veszprém. Capitala comitatului a fost orașul Veszprém (în germană Weißbrunn, în slovenă Belomost).

## Geografie
Comitatul Veszprém se învecina la vest cu Comitatul Vas, la nord-vest cu Comitatul Sopron, la nord cu Comitatul Győr, la nord-est cu Comitatul Komárom, la est cu Comitatul Fejér, la sud-est cu Comitatul Tolna și la sud cu comitatele Somogy și Zala. El se întindea pe Dealurile Bakony, pe malul estic al Lacului Balaton și în regiunea sud-estică a lacului. Râul Marcal forma limita sa vestică. Suprafața comitatului în 1910 era de 3.953 km², incluzând suprafețele de apă.

## Istorie
Comitatul Veszprém este unul dintre cele mai vechi comitate din Regatul Ungariei, el fiind atestat încă din secolul XI.
Orașul Siófok, care se afla de obicei în Comitatul Somogy înainte de anii 1850, a trecut înainte de cel de-al doilea război mondial din comitatul Veszprém în comitatul Somogy.
În anul 1950, după cel de-al doilea război mondial, teritoriul comitatului Veszprém a fost din nou modificat: au fost adăugate o mică regiune de la vest de orașul Pápa, care se afla de obicei în Comitatul Vas, și malul nordic al Lacului Balaton, care se afla de obicei în Comitatul Zala. Regiunea de sud-est a Lacului Balaton (în jurul localității Enying) a devenit parte a județului Fejér. Astfel, comitatul Veszprém a fost desființat și majoritatea teritoriului său a format județul Veszprém.

## Demografie
În 1891, populația comitatului era de 215.280 locuitori, dintre care: 
- Maghiari -- 177.073 (82,25%)
- Germani -- 35.962 (16,70%)
- Slovaci -- 1.971 (0,91%)

În 1910, populația comitatului era de 229.776 locuitori, dintre care: 
- Maghiari -- 199.063 (86,63%)
- Germani -- 29.283 (12,74%)
- Slovaci -- 917 (0,39%)

## Subdiviziuni
La începutul secolului 20, subdiviziunile comitatului Veszprém erau următoarele:
| Districte (járás)                          | Districte (járás) |
| District                                   | Capitală          |
| ------------------------------------------ | ----------------- |
| Devecser                                   | Devecser          |
| Enying                                     | Enying            |
| Pápa                                       | Pápa              |
| Veszprém                                   | Veszprém          |
| Zirc                                       | Zirc              |
| Districte urbane (rendezett tanácsú város) |                   |
| Pápa                                       |                   |
| Veszprém                                   |                   |